# Fuerte de Ranchos
El Fuerte de Ranchos o de Nuestra Señora del Pilar de los Ranchos fue un puesto fortificado que integró la línea de defensa del territorio de Buenos Aires en su frontera con el indio. Estaba ubicado en la actual ciudad de Ranchos, partido de General Paz, provincia de Buenos Aires.

## Antecedentes
Hacia 1735 las invasiones de pampas, aucas chilenos y serranos comenzaron a ser más frecuentes y las expediciones resultaban ineficaces pues los indios ganaban rápidamente el desierto y las fuerzas que los perseguían iban mal montadas y pertrechadas, desconociendo el territorio pampeano.
En 1736 el maestre de campo Juan de San Martín y Gutiérrez fundó el Fuerte de Arrecifes y efectuó en agosto de 1737 una entrada contra los indios. Tras los grandes malones de 1740 (Luján y Matanza) y 1741 (Luján) se firmó un tratado con el cacique Cangapol para asegurar la frontera establecida en el río Salado (Buenos Aires), pero era una solución provisoria: el 28 de julio de 1744 200 pehuenches chilenos atacaron Cañada de la Cruz y Luján. Sobre una división de la frontera en tres zonas (Salto, Luján y Magdalena), en 1745 San Martín extendió una primera línea de avanzadas que incluía entre otras posiciones la Guardia del Zanjón (en el pago de Magdalena), un asentamiento en el pago de Las Conchas y otro en los pagos de la Matanza (Guardia Puesto de López) al que se agregaría luego el Fuerte de Pergamino (1749). En partidas de no más de 8 milicianos por turnos semanales avanzaban a descubierta 10 o más leguas al sur de su acantonamiento y permanecían una semana manteniéndose sobre el terreno y batiendo su sector para prevenir incursiones. 
En 1750 esa línea había quedado desguarnecida y en los siguientes dos años los malones asolaron la campaña, por lo que en 1752 se avanzó la línea de frontera militar: los nuevos fuertes se ubicarían uno sobre las nacientes del río Salto (Fuerte de Salto), que se convertiría en avanzada del fuerte de Arrecifes, en Laguna Brava (Guardia de Luján o Fuerte San José de Luján, actual Mercedes) como puesto avanzado del fuerte de Luján y en la laguna de Lobos, rápidamente descartada por la vieja posición del Zanjón. Simultáneamente, se creaba el cuerpo de Blandengues de Buenos Aires para servir en la frontera y promover el asentamiento de población estable. Tras nuevos malones en 1753 y 1754, la frontera permaneció relativamente estable.

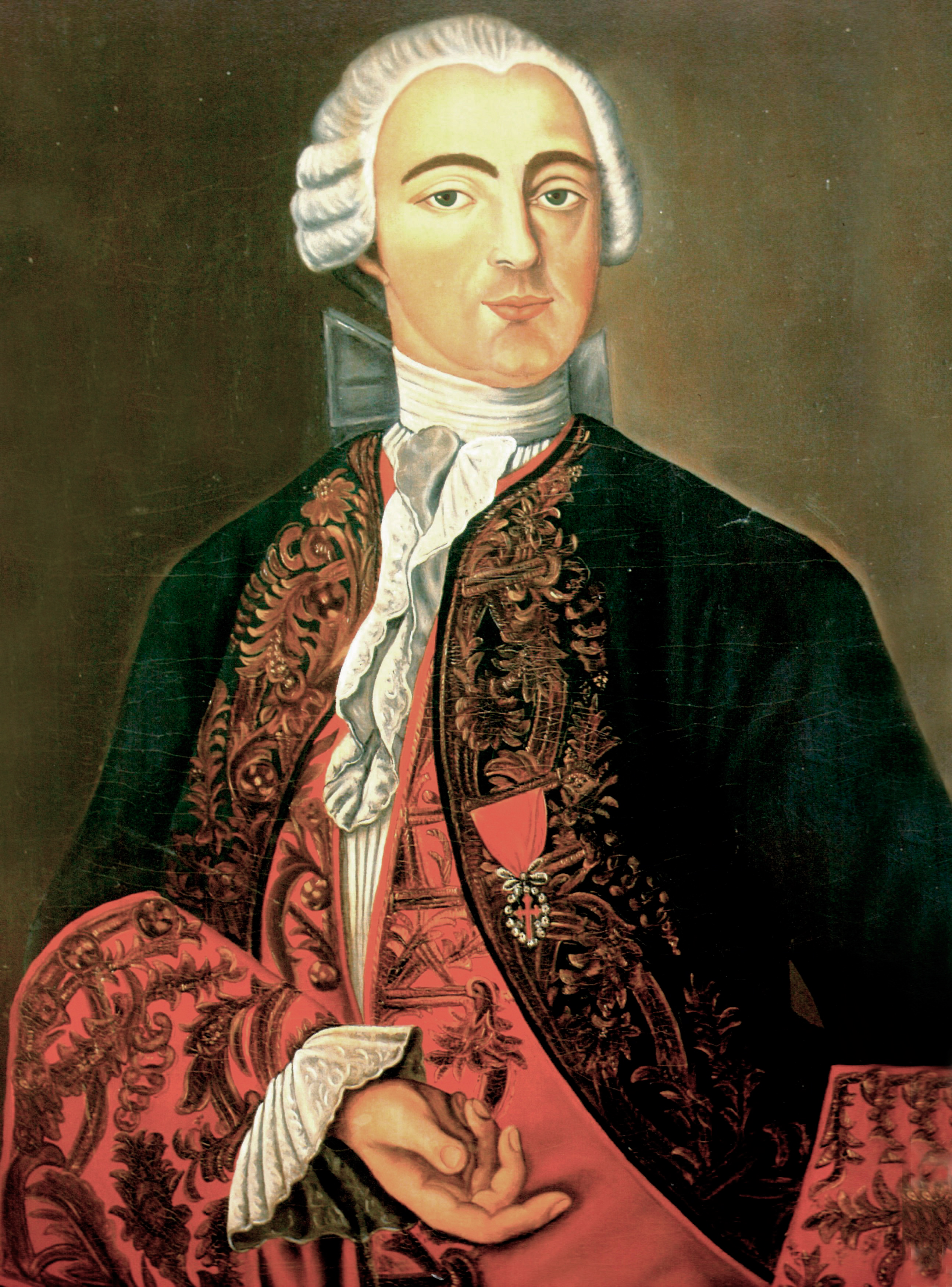
Pedro de Cevallos.

Después de una fuerte invasión realizada en enero de 1777, Pedro de Cevallos quien asumía el gobierno del nuevo Virreinato del Río de la Plata, envió instrucciones al Cabildo para que estableciera o reforzara la línea de guardias y el 2 de julio de 1777 el maestre de campo Manuel Pinazo propuso que las guardias establecidas al norte del Salado, fueran trasladadas a la banda sur y colocadas en la laguna de los Camarones (la del Zanjón), los manantiales de Casco (la de Luján) y en laguna del Carpincho (el fuerte de Salto). De las otras cuatro guardias mantenidas por los milicianos "a ración y sin sueldo", proponía dejar sólo dos, la de la Matanza (llevándola al arroyo de Las Flores), y la de Las Conchas (trasladada a la Laguna del Trigo).
Mientras se debatía la propuesta, el 19 de octubre un nuevo malón obligó a converger en Rojas tropas de Salto y Pergamino, que efectuaron sin resultado una entrada de 400 km. En noviembre numerosas partidas de indios de lanza se concentraron en arroyo Dulce y laguna de Melincué con intención de atacar Areco, Salto y Pergamino. Pese a ser época de cosechas, la población se replegó sobre los fuertes.
Esto último impulsó a Cevallos a su regreso después de expulsar a los portugueses de Colonia del Sacramento a solicitar a la Corte autorización para preparar una ofensiva general sobre toda la extensión de la frontera con un ejército de 10 o 12 mil hombres que reuniría las milicias de las provincias de Buenos Aires, Córdoba, San Luis, Mendoza y algunos de Santiago del Estero.

## Ranchos
La autorización real para llevar la ofensiva propuesta por Cevallos llegó en 1778, en momentos en que Juan José de Vértiz y Salcedo (1778-1784), tomaba a su cargo el Virreinato. El 10 de septiembre de 1778 una nueva junta de guerra que integraba Pinazo se opuso al proyecto de Cevallos arguyendo la imposibilidad de levantar y mantener un ejército tan numeroso y volviendo a proponer el traslado de las guardias al sur del Salado. Vértiz encargó al teniente coronel Francisco Betbezé, Comandante del Real Cuerpo de Artillería, realizar un reconocimiento de los lugares que ocupaban los fortines y de las zonas señaladas para el traslado.
Betzabé, acompañado por Juan Joseph de Sarmiento, Nicolás de la Quintana y Pedro Nicolás Escribano inició su expedición al otro lado del Salado en el Fuerte de Salto. El 12 de abril de 1779 presentó su informe aconsejando no avanzar la línea sino fortalecerla, dejar en su lugar los fuertes y fortines en razón de que había todavía mucho campo sin cultivar a su retaguardia de la línea de frontera lo que no justificaba un avance y concluía por recomendar que "Si se determinare (como lo creo importante útil y conveniente y aun necesario por ahora) subsistan las guardias de la frontera donde actualmente se hallan, o inmediaciones que dejó insinuadas, gradúo indispensable construir un reducto junto a la laguna de los Ranchos entre el Zanjón o Vitel y el Monte; regularizar la mayor parte de los fuertes, que están en disposiciones despreciables, y construir algunos a las inmediaciones indicadas de los que se hayan de mudar; de forma que los de Vitel, Monte, Luján, Salto y Rojas, sean guardias principales y residencias o cuarteles de cinco indispensables compañías de blandengues, y el proyectado en los Ranchos con los de Lobos, Navarro y Areco, sirvan de fortines con una pequeña guarnición, para estrechar las avenidas y facilitar el diario reconocimiento del campo comprendido en el cordón y su respectivo frente".
El 1 de junio de 1779 Vértiz dio su aprobación al proyecto, variando sólo el lugar de traslado del Zanjón al elegir en vez de la laguna de Vitel la de Chascomús. Cada una de las cinco compañías de blandengues constaría de sólo 54 soldados. 
En 1779 comenzaron a realizarse las nuevas obras pero en agosto de 1780 una gran invasión indígena del cacique Linco Pagni que alcanzó Chascomús y Luján provocó un inesperado cambio en la política defensiva de la frontera sur del Virreinato. El responsable de proponer un nuevo programa de acción fue Juan José Sardén, Comandante de Fronteras, quien había tenido un destacado desempeño en la frontera norte de Buenos Aires. 
Sardén propuso que la laguna de Los Ranchos, en la "Laguna el Taqueño", fuera también guarnecida con una compañía de blandengues y "aumentar el Cuerpo de Blandengues hasta el número de seiscientos, repartidos por seis Compañías" que se establecerían una en Chascomús, otra en Monte, dos en Luján, una en Salto, y otra en Rojas. Especificaba la composición de dichas unidades e incluso el sueldo de sus integrantes y recomendaba utilizar para su financiamiento el Ramo de Guerra de la ciudad de Buenos Aires y de ser preciso "echar mano del de Cruzadas y Cautivos, como lo hizo el Excelentísimo Señor virrey de Lima en atención que estas tropas hacen continuamente la Guerra contra unos infieles irreconciliables, imposibles de reducirlos al Santo Evangelio". 
El Capitán de navío Félix de Azara en su reconocimiento de las Guardias y Fortines de la Frontera relataría en 1796: 	"Como los bárbaros recibían continuamente reclutas voluntarias de Chile, se hizo necesario aumentar el número de compañías, y el de sus plazas ó individuos; y para pagarlas, se impuso el ramo de guerra que aprobó el Rey en 7 de septiembre de 1760. También se alteró el plan de defensa, porque de errantes y lanzeros que eran los blandengues, se fijaron en varios puntos, ó guardias, repartidas por la frontera y se armaron como dragones sirviendo en caballos propios. Apenas se hubo entablado esto, cuando los hacendados y el Ilustre Ayuntamiento solicitaron que dichas guardias se avanzasen á determinados puntos ó parages, que se hicieron reconocer, pero los dictámenes ó informes fueron siempre tan varios y opuestos como las pasiones ó modos de pensar de sus autores, y redugeron algunos puestos y adelantaron otros."
La nueva línea de fortificaciones quedó concluida en 1781 y constaba del fuerte de Salto, el Fuerte San José de Luján, el Fuerte San Juan Bautista de Chascomús, el Fuerte de Monte, el fuerte San Francisco de Rojas, el fortín Lobos, el Fortín Nuestra Señora del Pilar de los Ranchos, Fortín Navarro, Fortín San Claudio de Areco, Fortín de las Mercedes y Fortín Melincué. Los fuertes fueron ocupados por los blandengues, y los fortines por 12 milicianos "a ración y sin sueldo", con la misión principal de detectar brechas y avances de exploradores y facilitar la aproximación, comunicación y enlace entre los fuertes, por cuanto se hallaban separados entre 70 y 100 km: esas posiciones debían defender una línea cuya longitud total alcanzaba los 330 km.
El Virrey Vértiz en su Memoria de Gobierno detalla que mandó " que a toda diligencia se acopiasen materiales, albañiles, y se construyesen de nuevo todos los antiguos fuertes, por no hallarse ninguno en estado de defensa, y se aumentasen los que se comprendían en la nueva planta, como se practicó por un método uniforme y sólido con buenas estacadas de Andubay, anchos y profundos fosos, rastrillo y puente levadizo, con baluartes para colocar la artillería y mayor capacidad en sus habitaciones y oficinas, en que comprende un pequeño almacén de pólvora, y otro para depósito de armas y municiones, con terreno suficiente por toda la circunferencia para depositar caballada entre el foso y estacada (…) En cada fuerte mandé poner una compañía de dotación compuesta de un capitán, un teniente, un alférez, un capellán, cuatro sargentos, ocho cabos, dos baqueanos, un tambor, ochenta y cinco plazas de blandengues, su total cien plazas, con uniforme propio para la fatiga del campo, armados con carabina, dos pistolas y espada, con lo que ejercitados de continuo en el fuego así a pie, como a caballo al paso, al trote y galope con subordinación, policía y gobierno interior, a cargo de un comandante subinspector de toda la frontera con dos ayudantes mayores colocados a la derecha, izquierda y centro de ella con una dilatada instrucción, adiciones y órdenes particulares, se ha logrado poner este cuerpo en estado respetable para algo más que indios".
El "Reglamento de las Compañías de Cavallería Provincial de las Fronteras de Buenos Aires, y de las raciones con que debe asistirse a las Milicias y Presidiarios" del 28 de junio de 1779 especificaba los sueldos correspondientes: el capitán	50 pesos mensuales, el alférez 25, el capellán 20, los sargentos 14, los cabos 11, el tambor 10, el baqueano 12 y los soldados sólo 10. Debían subsistir y mantener a su costa el uniforme y los caballos necesarios. Los presos eran usados como trabajadores bajo el régimen carcelario para el arreglo y mejoramiento de los fuertes.
La ración mensual por individuo, según informe del oficial real Martín José de Altolaguirre del 9 de octubre, consistía en bizcochos, yerba, sal yodada, harina, tabaco, carne y leña, por un total de 20,24 pesos.
El fuerte de Ranchos tenía 130 metros de lado con la configuración de una estrella de cuatro puntas, rodeado de un foso de 2,50 m de ancho por 1,50 de profundidad. Contaba con dos ranchos para alojamiento de la guarnición, un mangrullo, dos plataformas con cañones (pedreros), un corral y una capilla, puesta bajo la advocación de la Virgen del Pilar.
Estaba ubicado a 200 m de la Laguna de Ranchos, en el actual ejido de la ciudad de Ranchos, a 30 km del fuerte de Chascomus y a 50 del de Monte. Su posición buscaba impedir el avance de los malones que se infiltraban tras la línea del Salado por la zona del Arroyo El Siasgo donde el Salado casi siempre proporcionaba un vado practicable.
El 10 de octubre de 1780 se dio por establecido el fuerte de Ranchos, aunque distaba de estar terminado. Tras tareas de delineamiento del ingeniero Bernardo Lecocq, el sargento mayor y Comandante de Frontera Juan José de Sardén informaría al Virrey que dejaba de dotación en el fuerte que se estaba construyendo, al teniente de infantería Vicente Cortes, comandante de la 6º Compañía de Blandengues, con 1 sargento y 33 soldados de esta unidad y 12 dragones con 7 presos destinados a terminar los trabajos. Recién el 15 de enero de 1781 finalizaría la construcción del Fuerte.

## Población
Vértiz complementó las medidas estrictamente defensivas con otras destinadas a favorecer el asentamiento de población al abrigo de los fuertes, no ya sobre la base exclusiva de las familias de los soldados sino reuniendo a los vagabundos que recorrían los campos y a los campesinos dispersos en la campaña vecina.
Un bando del 3 de octubre de 1780 ordenó que todos los pobladores se asentaran a distancia de tiro de cañón de los fuertes, con pena de la vida para los que desobedecieran. El 11 de marzo de 1781 dictó una orden general a todos los sargentos mayores de campaña para que continuasen conduciendo a los fuertes a todas las familias que aún habitaran parajes apartados y estuvieran expuestas a las invasiones. Incluía en la orden también a quienes aún sin hallarse en situación de peligro carecieran de residencia fija, a los peones de chacras y estancias, y a los que vagaban por la campaña sin ocupación conocida.
El primer núcleo de población de Ranchos fueron 18 familias asturianas enviadas por el Virrey.
Las medidas fueron exitosas y el primer censo (noviembre de 1781) indicaba que la población era: en San José de Luján (Mercedes) 464 personas, en San Antonio del Salto 421 personas, en San Juan Bautista de Chascomús de 374 personas, en San Miguel del Monte 345, en San Francisco de Rojas 325 personas, en Nuestra Señora del Pilar de los Ranchos 235 y en San Claudio de Areco (Carmen de Areco) sólo 85 personas.
El censo de 1782 no incluyó a los blandengues solteros, criados y peones, pero registró también la producción de trigo: el de Salto estaba ya en primer lugar en población con 493 personas (98 vecinos) y una producción de 1.800 fanegas de trigo. Lo seguía la Guardia de Luján (Mercedes) con 442 personas (80 vecinos), si bien tenía las familias más numerosas y una mayor producción: 2.050 fanegas. Atendiendo a la población, seguín Chascomús (83 vecinos, 328 personas, 1.500 fanegas), Rojas (63 vecinos, 256 personas, 700 fanegas), Monte (49 vecinos, 236 personas, 220 fanegas), Ranchos (56 vecinos, 204 personas, 350 fanegas) y Areco (27 vecinos, 127 personas, 113 fanegas).
En 1784 es asignado al partido de San Vicente. Al iniciarse el siglo XIX la población afincada en los fuertes-pueblo había crecido sensiblemente: la Guardia de Luján (Mercedes) encabezaba nuevamente el censo con 2000 personas (un crecimiento del 352%), pero la seguían Chascomús (1000 personas, 205%) y Ranchos (800 personas, 292%). Recién aparecía Salto con 750 personas (un crecimiento del 52%), igual número que el alcanzado por Monte, que sin embargo ostentaba un crecimiento del 218%. Muy cerca de esos números, cerraba el censo Rojas (740 personas, 189%).

## Independencia
Tras la Revolución de Mayo la frontera permaneció pacífica hasta los malones de 1820 que destruyeron Salto, Lobos y Dolores, pero Ranchos no se vio afectada. En 1821 Ranchos se convertía en partido y en 1822 se nombró su primer Juez de Paz. El adelantamiento de la frontera restó toda importancia al fuerte.
El 11 de noviembre de 1967 se inauguró en la ciudad una réplica del fuerte. Todos los años se realiza en enero el "Festival de Fortines".